# Lokoja
Lokoja és una ciutat de Nigèria. Es troba a la confluència dels rius Níger i Benue i és la capital de l'estat de Kogi de Nigèria.

## Història
Tot i que l'àrea ha estat habitada per milers d'anys, el poblament present a Lokoja va ser establert el 1857 pel explorador britànic William Baikie al lloc d'una granja model construïda anteriorment durant la fracassada expedició del Níger de 1841.
El 26 de juny de 1866 John Lyons Mc Leod fou nomenat cònsol britànic per les zones dels rius Níger i Benue amb seu a Lokoja; va arribar a la ciutat el 23 d'agost de 1867. El 19 de setembre de 1867 el bisbe Crowther i alguns col·laboradors foren arrestats a Oko Okein pel Abbokko. El cònsol va enviar a William Fell per negociar el seu alliberament, però la seva canoa fou tirotejada i Fell va morir (28 de setembre de 1867). El 30 de juliol de 1868 el tinent Sandys va pujar pel Níger i el Benue amb els vaixells HM Piooner i HM Investigator i va ocupar la ciutat d'Atipo (22 d'agost); llavors va retornar al Níger i va pujar fins a Wanangi, ciutat propera a Bidda, la residència del rei Massamba, d'on va sortir el 9 de setembre després de causar danys, i el 13 de setembre va arribar a Lokoja; el 16 de setembre va destruir una població hostil a l'illa de Beaufort (algunes ciutats exigien a Lokoja l'entrega de 200 esclaus o 1000 lliures a canvi del bisbe i amenaçaven amb un atac a Lokoja). El 13 de maig de 1869 el consolat de Lokoja fou abolit i el cònsol interí, tinent Dixon, va abandonar la ciutat el 16 de setembre de 1869.
Posteriorment fou administrada per la Companyia Unida Africana, la Companyia Nacional Africana i la Companyia Reial del Níger, sent la seva capital. Lokoja fou del 1900 al 1902 la capital del Protectorat de Nigèria del Nord (el 1902 va passar a Zungeru) i va restar una ciutat administrativa convenient pel govern colonial britànic després de l'amalgamació de Nigèria del Nord i del Sud el 1914. El primer Governador-General, Sir Frederick Lugard, va governar el Protectorat de Nigèria del Nord de Lokoja fins que es va traslladar a Zungeru, uns quilòmetres al nord-oest de Lokoja.
La població de la ciutat de llavors ençà ha crescut fins a un nivell actual calculat de per damunt de 90 000 habitants. És un centre de comerç pels seus productes agrícoles; això és perquè és situat a la confluència dels rius Níger i Benue, i és proper a la nova capital federal de Nigèria, Abuja. És també seu d'institucions de l'estat de Kogi, com la Kogi State Polytechnic i la novament establerta Federal University Lokoja.
Prop de Lokoja, a Ajaokuta, hi ha instal·lacions de metal·lúrgia i mines de ferro.

## La LGA
Lokoja és també una Àrea de Govern Local (LGA) de l'estat de Kogi amb una àrea de 3,180 km² i una població de 195.261 habitants al cens de 2006. Limita al nord i est amb el riu Níger, amunt de la capital fins a la frontera amb l'estat de Kwara, i inclou la pròpia ciutat de Lokoja. El codi postal de l'àrea és 260.